# Revolta iemenita del Valiat de l'Àndalus
La revolta iemenita del Valiat d'al-Àndalus fou una revolta dels iemenites dins el Valiat d'Al-Àndalus durant el mandat de Yússuf al-Fihrí (746-755).

## Context
Amb la conquesta de la península Ibèrica, les tropes i pobladors àrabs que s'hi instal·laren dugueren amb ells l'ancestral enfrontament entre àrabs del nord o kalbites i àrabs del sud o mudarites, que a l'Àndalus són més coneguts com a qaysites i iemenites, respectivament.

## La batalla de Wadi Lakka o Guadalete
La política d'Abu-l-Khattar al-Hussam ibn Dirar al-Kalbí, favorable als àrabs d'origen iemenita, va acabar provocant la revolta dels qaysites i alguns iemenites que, sota el comandament d'as-Sumayl ibn Hàtim al-Kilabí, del jund de Qinnasrín, i de Thawaba ibn Salama, del clan iemenita dels judhamites, el van vèncer l'abril del 745 a la riba de Wadi Lakka o Guadalete, proclamant nou valí al segon.

## La batalla de Xaqunda o Secunda
La política de Yússuf ibn Abd-ar-Rahman al-Fihrí, nomenat emir gràcies a la pressió que va exercir el seu aliat i assessor polític el qaysita as-Sumayl ibn Hàtim al-Kilabí i, per tant, favorable als qaysites, va acabar provocant la revolta dels iemenites. La guspira es produí quan un dels aspirants descartats al lloc de governador de l'Àndalus, Yahya ibn Hurayth, destituït del comandament d'Archidona, va anar a oferir el comandament al destituït valí Abu-l-Khattar. Aquest, al front d'una nova coalició d'àrabs iemenites, fou derrotat el 747 a la batalla de Xaqunda. Abu-l-Khattar i Yahya ibn Hurayth foren executats per Yússuf al-Fihrí.
La victòria va consolidar l'autoritat i el prestigi personal de Yússuf al-Fihrí, que va creure que es podria alliberar de la tutela d'as-Sumayl. Per fer-ho, el va enviar a ath-Thagr al-Ala, una demarcació que, en la repartició d'espais a l'Àndalus, corresponia als iemenites. L'objectiu era també humiliar els iemenites aprofitant la seva feblesa després de la batalla de Tours i les pèrdues d'Avinyó i Nimes, així com la pèrdua de terreny enfront d'Alfons I d'Astúries. As-Sumayl va acceptar de bon grat el càrrec i es va dirigir cap a Saraqusta, a on hi va arribar l'any 750, durant una gran fam, que duraria cinc anys i començava a fer estralls. As-Sumayl es va afanyar a socórrer els afamats, tot oblidant les rivalitats entre qaisites i iemenites. L'escassetat fou tan gran que milers d'amazics van retornar al Magrib, deixant una enorme zona despoblada que va permetre l'avenç territorial d'Alfons I d'Astúries.
Superada la fam van tornar les tensions. Els iemenites, majoritaris a l'Àndalus, no acceptaven la preponderància qayasita i Àmir al-Abdarí va enviar al califa al-Mansur un informe sobre la conducta de Yússuf al-Fihrí i reclamant el govern per a ell. Mentre arribava la resposta i els reforços iemenites, es va fortificar davant de Qúrtuba per enfrontar-se a Yússuf al-Fihrí. Aquest, aconsellat per as-Sumayl, va voler sorprendre'l per matar-lo, però Amir va ser alertat i va fugir a Saraqusta.

## El Setge de Saraqusta de 754
Tot i que as-Sumayl, qaysita, governava a Saraqusta, a la regió segui havent-hi una gran presència iemenita. Àmir al-Abdarí, en fugir de Qúrtuba i amb el suport d'al-Hubab az-Zuhrí van promoure un alçament en nom del califa al-Mansur, al qual es van unir fonamentalment iemenites i amazics. As-Sumayl va enviar contra ells la seva cavalleria, que va ser derrotada i les tropes rebels van assetjar la ciutat, apoderant-se'n el 7 de juliol del 753, tot i que as-Sumayl la recuperà.
As-Sumayl va demanar auxili a l'emir Yússuf al-Fihrí, que no disposava de tropes per enviar-hi. Tement ser derrotat, as-Sumayl es va dirigir a la seva tribu qaysita, comandada per Ubayd-Al·lah ibn Alí, i als dos principals caps omeies de l'Àndalus, que comandaven els junds sirians amb els quals Balj ibn Bixr al-Quxayrí havia vingut a l'Àndalus i havia aconseguit el poder. Els junds es trobaven l'un a la cora de Jayyan, comandat per al-Hussayn ibn ad-Dachn, i l'altre a la d'Ilbira, comandat per Sulayman ibn Xilah. Al costat dels qaysites hi anaven també Ubayd-Al·lah Abu-Uthman, Abd-Al·lah ibn Khàlid i Yússuf ibn Bukht, dels Banu Umayya, que havien combatut a la batalla de Xaqunda al costat de Yússuf al-Fihrí i as-Sumayl. Amb ells, també hi cavalcava Badr, que havia desembarcat a l'Àndalus el juny del 754 per tal de demanar als seus clients i parents el govern de l'Àndalus per a Abd-ar-Rahman (aquest era l'únic omeia que havia sobreviscut a la matança de la família a mans del califa as-Saffah). En saber la proximitat de les tropes de socors, els rebels es van retirar el 26 de juny del 754.

## El Setge de Saraqusta de 755
El 755 es va encendre de nou la rebel·lió pro-abbàssida i Saraqusta fou de nou ocupada. Yússuf al-Fihrí i as-Sumayl al-Kilabí es van dirigir junts contra Saraqusta. Els seus habitants, tement els estralls de l'exèrcit que els venia a sobre, van lliurar els rebels Àmir al-Abdarí, el seu fill Wahd ibn Àmir i al-Hubab az-Zuhrí, que van ser immediatament fets presoners i duts a Qúrtuba. El valí va deixar al seu fill Abd-ar-Rahman ibn Yússuf com a governador a Saraqusta.

## El Setge de Pamplona
Per desfer-se d'al-Hussayn ibn ad-Dachn i Sulayman ibn Xilah, que s'havien mostrat refractaris en el seu socors l'any anterior, as-Sumayl al-Kilabí va ordenar una expedició de càstig contra els vascons de Pamplona que s'havien revoltat aprofitant les lluites entre els musulmans.
Sulayman ibn Xilah va rebre el comandament d'una petita força i la cavalleria i l'avantguarda estava reservada a al-Hussayn ibn ad-Dachn. L'expedició va acabar amb la derrota de la columna. Sulayman va morir, però al-Hussayn es va poder refugiar a Saraqusta a l'empara del nou governador, Abd-ar-Rahman ibn Yússuf.
La notícia del desastre va arribar a Yússuf al-Fihrí i as-Sumayl en el riu Jarama, mentre es retiraven cap a la capital per tal de rebutjar el pretendent omeia. En saber-ho, Yússuf al-Fihrí va manar decapitar els tres rebels presoners.